# Rezistin
Rezistin (sekretorni faktor specifičan za adipozno tkivo, ADSF, (engl. C/EBP-epsilon-regulated myeloid-specific secreted cysteine-rich protein), XCP1) je protein bogat cisteinom koji je kod ljudi kodiran  genom.
Kod primata, svinja, i pasa, rezistin izlučuju imune i epitelne ćelije, dok ga kod glodara izlučuje adipozno tkivo. Dužina rezistinskog prepeptida kod ljudi je 108 aminokiselina, a kod miševa i pacova 114 aminokiselina. Molekulska masa je ~12.5 kDa. Rezistin je citokin čija fiziološka uloga je bila kontroverzna u pogledu njegovog uticaja na gojaznost i tip II dijabetes melitus.

## Otkriće
Rezistin je otkrila grupa predvođena dr Mičelom Lazarom 2001 na Univerzitetu Pensilvanije u Školi za Medicinu.  On je dobio ime „rezistin“ zato što je primećena insulinska rezistencija kod miševa nakon ubrizgavanja rezistina. Utvrđeno je da rezistin proizvodi i otpušta adipozno tkivo i da ima endokrine funkcije koje učestvuju u otpornosti na insulin. Ova ideja prvenstveno proizilazi iz sudija kojima je pokazano da se nivoi serumskog rezistina povećavaju sa gojaznošću u nekoliko model sistema (ljudi, pacovi, i miševi). U međuvremenu dalja istraživanja su povezala rezistin sa drugim fiziološkim sistemima kao što je inflamacija i energetska homeostaza.

## Spoljašnje veze
- Resistin на 